# Edgar Loew
Edgar Loew war ein US-amerikanischer Filmproduzent, der ein Mal für den Oscar für den besten Dokumentarfilm nominiert war.

## Leben
Loew produzierte gemeinsam mit Victor Stoloff 1942 für Warner Bros. den 19-minütigen dokumentarischen Kurzfilm Little Isles of Freedom über das französische Überseegebiet Saint-Pierre und Miquelon und wurde hierfür zusammen mit Stoloff bei der Oscarverleihung 1943 für den Oscar für den besten Dokumentarfilm nominiert. Er gehörte damit zu den zahlreichen Nominierten bei der erstmaligen Vergabe des Oscars in dieser Kategorie.
Seine Mitarbeit als Produktionsassistent bei dem Kurzfilm Coal Face, Canada (1943) war seine zweite und zugleich letzte bekannte Mitarbeit bei der Produktion eines Films.